# Zuata
Zuata je rijeka u Venezueli. Pritoka je rijeke Orinoco.